# Polysulfid-Bromid-Akkumulator
Der Polysulfid-Bromid-Akkumulator ist ein elektrischer, wiederaufladbarer Akkumulator, welcher als sogenannte Redox-Flow-Batterie aufgebaut ist und aus zwei flüssigen Elektrolyten besteht. Die beiden Elektrolyte sind, wie bei allen Redox-Flow-Batterien, durch eine teildurchlässige Membran getrennt, die in diesem Falle nur die positiven Natriumionen durchlässt. In dem Elektrolyt an der negativen Elektrode werden die Salze Natriumbromid (NaBr) bzw. Natriumtribromid (NaBr3) eingesetzt. Im Elektrolyt an der positiven Elektrode kommen Salze aus der Gruppe der Natrium-Polysulfide (Na2Sx) zum Einsatz. Je nach Ladezustand des Akkumulators verändert sich dabei der Anteil der Salze in den beiden Elektrolyten.
Anfang der 2000er-Jahre wurde versucht, motiviert durch den vergleichsweise kostengünstigen Aufbau, diese Akkumulatorbauform in großtechnischen Anlagen zum Ausgleich von Lastschwankungen im Stromnetz in Batteriespeichern einzusetzen. Beispiele dafür sind der Batteriespeicher im Kraftwerk Little Barford, welcher aufgrund von technischen Schwierigkeiten nicht über den Versuchsbetrieb hinaus kam.

## Chemische Prozesse
Im geladenen Zustand besteht das Elektrolyt an der positiven Elektrode primär aus Natrium-Disulfid (Na2S2) und das Elektrolyt an der negativen Elektrode aus Natriumtribromid (NaBr3). Die beiden Elektrolyte liegen in größeren Tanks vor und werden durch Pumpen in die Reaktionskammer mit Membran zwischen den Elektrolyten gepumpt. Bei der Entladung wird das Natrium-Disulfid in Natrium-Polysulfid (Na2S4) umgewandelt, das Natriumtribromid geht in Natriumbromid (NaBr) über.
An der negativen Elektrode lautet die Reaktionsgleichung bei Entladung:
{\displaystyle 2{\textrm {Na}}_{2}{\textrm {S}}_{2}\to {\textrm {Na}}_{2}{\textrm {S}}_{4}+2{\textrm {Na}}^{+}+2{\textrm {e}}^{-}}
Und an der positiven Elektrode:
{\displaystyle {\textrm {NaBr}}_{3}+2{\textrm {Na}}^{+}+2{\textrm {e}}^{-}\to 3{\textrm {NaBr}}}
Bei der Aufladung laufen die Prozesse in umgekehrter Richtung ab.